# Война за гелдернское наследство
Война за гелдернское наследство — война за трон герцогства Гелдерн, длившаяся с 1371 по 1379 годы.
Война началась, когда герцог Гелдерна Райнальд III умер в 1371 году, не оставив наследников. Его брат, Эдуард, убитый в битве при Бесвайлере в этом же году, также не оставил наследников. Претендентками на трон герцогства стали их сестры, две дочери Рейнальда II: Матильда, жена Жана II де Блуа-Шатийон и Мария, жена герцога Юлиха Вильгельма II и мать Вильгельма III, от имени которого она требовала трон герцогства Гелдерн.
В 14 веке герцогство Гелдерн было разделено на две фракции. Фракция Heeckerens поддерживала Матильду, а Bronkhorsters поддерживала Марию и её сына Вильгельма III. Война длилась восемь лет, Мария и её сторонники победили в войне и её сын Вильгельм III стал герцогом Гелдерна.

## Предыстория
22 августа 1371 года, после битвы при Бейсвайлере правящий герцог Гельдерна Эдуард был ранен в глаз выстрелом из лука и умер через два дня. Его старший брат Рейнальд III, лишенный власти и заключенный в тюрьму в 1361 году после одиннадцатилетней братоубийственной войны, пережил Эдуарда всего на несколько месяцев — заключение слишком сильно подорвало его здоровье. 4 декабря 1371 года последний герцог из рода Вассенбергов умер и был похоронен с мечом и щитом рядом со своим братом в цистерцианском аббатстве Грефенталь.
Две сестры последних герцогов и дочери Рейнальда II от первого брака, теперь имели право на наследство: женатая на графе Блуа Жане II де Блуа-Шатильоне Матильда и женатая на герцоге Юлиха Вильгельме II Мария. Хотя Матильда была старшей, у неё не было детей, а у Марии было два сына: семилетний Вильгельм и шестилетний Райнальд.
На Рождество 1371 года сестры подчинились суду поместья Гельдерн. Однако между ними возникли разногласия из-за спора между двумя самыми важными дворянскими семьями Гельдерна — Бронкхорстерами и Геккернами. Бронкхорстеры усилились при Рейнальде II и поддерживали его политику союза с королем Англии Эдуардом (Рtйнальд женился на сестре Эдуарда Элеоноре), с императором Людвигом Баварским и с графом Голландии Вильгельмом против французского короля в Столетней войне. После смерти Рейнальда его жена окончательно лишила власти французскую партию при дворе герцога и сильно опиралась на графа Голландского. Однако, как только Рейнальд III был объявлен совершеннолетним, он женился на дочери герцога Брабантского Марии и перешел во французский лагерь, что вызвало значительный гнев гельдерской знати. Проигравшими от этого политического изменения оказались Бронкхорстены.
Когда новый епископ Утрехта выкупил заложенный в фонды Оверэйссел, Бронкхорстеры как крупнейшие залогодержатели, пострадали от сторонников епископа в Гельдерне Геккернов, что привело к двухлетней вражде. Когда Рейнальд решил спор в пользу Геккеренов, Бронкхорстены выступили в открытое противостояние и попытались предъявить права на престол от имени младшего брата герцога Эдуарда. Результатом стала одиннадцатилетняя гражданская война, когда Эдуард мог полагаться на столицу Неймеген и верхнюю часть Гельдерна, герцога Юлиха и графа Мёрса, в то время как высшая знать в Цютфене и Велюве, а также герцог Брабантский, граф Клеве и епископ Утрехтский держались за Рейнальда. Эдуарду своим мятежом удалось восстановить региональный политический порядок времен Рейнальда II: ориентированные на Англию Голландия, Юлих и Гельдерс против связанных с Францией Брабанта и Льежа.

## Расстановка сил
Из-за противостояния дворянства в Гельдерне с января 1372 г. все более вероятным становился военный конфликт, поэтому обе стороны искали союзников.
Матильда вступил в союз с герцогиней Жанной Брабантской, чей муж Венцель находился в плену у Вильгельма фон Юлиха после поражения Бейсвайлера. Чтобы улучшить свое положение и, возможно, в конце концов родить сына, 14 февраля 1372 года Матильда вышла замуж за графа Блуа и Дюнуа Жана II, который также имел владения в Голландии и Зеландии. Однако только город Арнем и Хеккеры поддерживали Матильду в Гельдерне. Поскольку сын Вильгельма позже будет править Юлихом и Гельдерном в личном союзе, все голландские графы Нижнего Рейна более или менее открыто поддерживали Матильду. Исключением здесь были граф Мёрс и архиепископ Кёльнский Фридрих III фон Саарверден.
Столица герцогства Неймеген и большинство городов обратились к Марии фон Юлих с Бронкхорстеном. Узаконить притязания сына она смогла 22 июня 1377 года, когда император Карл в обмен на освобождение Венцеля передал герцогство ещё несовершеннолетнему Вильгельму, в виду юности которого регентом стал Вильгельм фон Юлих. На самом деле признание со стороны городов значило для Марии гораздо больше, чем имперское принуждение. Гельдерн был одной из самых густонаселенных территорий империи — в этом его уступало только графство Клеве — и город Неймеген сыграл решающую роль в этом споре как единственный город ниже по Рейну от Кёльна с населением более 10 тыс. человек.

## Война
Вильгельм II занял ближайшую верхнюю часть Гельдерна с городами Рурмонд, Венло и Гельдерн, а также замок Монфор. Жан де Шатийон и утрехтский епископ Арнольд II фон Хорн тщетно осаждали город Гельдерн в течение 16 недель, что на время обеспечило Вильгельму власть над оставшимся регионом. В районе Неймегена Иоанн II Блуа завоевал город Лобит, но потерял Арнем. Его сторонник Госвин фон Варик захватил Тиль, но город вскоре снова был взят герцогом Юлиха, который вместе с городами Венло и Хадервик позже уступил их епископу Арнольду. Герцог Вильгельм вторгся в Утрехт и разграбил Амеронген, Доорн, Зейст и де Билд. Взамен граф Иоганн взял Зальтбоммель и разграбил город. Герцог Юлих получил передышку, когда епископ Утрехтский потерпел неудачу в борьбе с Альбрехтом Голландским в 1373 и 1374 годах. Бронкхорстены несколько раз переходили на другую сторону, отчасти в качестве одолжения за небольшой выкуп из плена, отчасти из расчета.
Так как у Матильды в силу возраста уже не было никаких перспектив иметь детей, то перспективы Марии год от года улучшались. В 1374 году герцогство было поделено на сферы влияния: район Неймегена к северу от Рейна и Ваала и Велюве должны были перейти к Матильде, Цютфен и Обергельдерн — к Марии. Однако очень немногие города согласились с этим правилом, вскоре был достигнут консенсус: это переходное правило должно применяться только до достижения Вильгельмом фон Юлихом совершеннолетия.
29 ноября 1377 года император Карл IV наделил 14-летнего Вильгельма фон Юлиха герцогством Гельдерс и графством Цютфен, в том же году епископ Арнольд был переведен из Утрехта в Льеж, а Иоанн II Блуа удалился в свои голландские поместья. С тех пор Матильда была вынуждена рассчитывать лишь на свои силы, с гибелью в бою Вальтера фон Вурста она также лишилась серьёзного сторонника внутри герцогства. В результате Вильгельму удалось занять превосходящее положение между Геккернами и Бронкхорстеры, которого не было ни у одного герцога со времен Райнальда II. Наконец, в битве при Хённепеле войскам Юлиха удалось разбить сторонников Матильды, которая 24 марта 1379 года отказалась от своих претензий на герцогство Гельдерн и графство Цютфен в обмен на ежегодную пенсию в размере 33 тыс. золотых и пошлину от Лобита за всю её жизнь. Она умерла через пять лет в Хьюссене 21 сентября 1384 года.

## Итоги

Герб Гельдерланда.

18 сентября 1379 года Вильгельм I женился на невесте Эдуарда Катерине Баварской, и продолжив внешнюю политику своих предшественников. Со смертью отца Вильгельм также стал герцогом Юлихским и правил обоими герцогствами, но союза двух территорий не было. Как и Райнальд II, Вильгельм пытался расширить Гельдерн за счет Клеве и Брабанта. Однако перед стенами Клеве он потерпел неудачу в 1397 году в битве при Клеверхамме и был вынужден навсегда уступить город Эммерих династии Клеве-Марк. В конце его правления произошло приобретение Граве и Куик в Неймегене.
Поскольку сам он остался бездетным, а его брат Райнальд также не имел законных потомков, семья Юлих-Гельдерн вымерла всего через одно поколение в 1423 году. Внучатый племянник Вильгельма герцог и Берга Адольф и граф фон Равенсберг как ближайшие родственники мужского пола из дома Юлихов боролись за наследство во Второй Гельдернской войне против внучатого племянника по тёте Вильгельма Филиппины фон Юлих графа Хайнсберга Иоганна фон Луна и Арнольд фон Эгмонда, чья мать Мария была наследницей Иоганна фон Аркеля и сестры Вильгельма Йоханны. Голландская провинция Гелдерланд до сих пор носит герцогский герб Вильгельма с двумя львами Юлиха (черный на золоте) и Гельдерна (синий на золоте).